# Daisy Duke
Pour les articles homonymes, voir Daisy et Duke.
Pour l’article ayant un titre homophone, voir Daisy Duck.
Daisy Duke est un personnage de fiction créé pour la série télévisée Shérif, fais-moi peur, dans laquelle il est interprété par Catherine Bach.

## Biographie fictive
Daisy Duke vit dans une zone non incorporée du Comté de Hazzard dans l’État de Géorgie, avec ses cousins Luke et Bo avec leur vieil oncle Jesse Duke, qui vit principalement de la fabrication et du trafic d'alcool maison. Ses cousins livrent cet alcool avec leur Dodge Charger de 1969, surnommée « General Lee ».
Daisy travaille comme serveuse au Repaire du Sanglier (Boar's Nest en V.O.) dont le propriétaire est le maire Boss Hogg, beau-frère du shérif Rosco P. Coltrane.
Elle a une relation amoureuse avec l'adjoint du shérif Enos Strate. Elle sera même sur le point de l'épouser.

### Personnalité
Malgré son côté naïf, elle sait s'imposer, et même se battre, lorsque cela est nécessaire. Elle est le sex-symbol de la série.
Dans le film de 2005, elle est incarnée par Jessica Simpson et montre un caractère assez différent de celui de la série, beaucoup plus axé sur la séduction et sur le décolleté. Par ailleurs, elle est blonde.
Dans le préquel Shérif, fais-moi peur : Naissance d'une légende, elle est au départ une jeune fille très coincée s'habillant de manière très discrète et large. Elle décide de changer radicalement d'attitude et de look pour être embauchée par Boss Hogg et séduire son neveu Hughie Hogg

## Voitures
Daisy conduit d'abord une Plymouth Road Runner de 1974, jaune avec une bande noire passant sur les côtés. Plus tard dans la saison 2, une Plymouth Satellite 1971 fut utilisé pour certaines scènes.
Elle roule ensuite avec une Jeep CJ-7 « Golden Eagle » blanche de 1980, nommée Dixie.

## Œuvres où le personnage apparaît

### Télévision
- 1979-1985 : Shérif, fais-moi peur (The Dukes of Hazzard) (série télévisée) - interprétée par Catherine Bach
- 1981 : Enos, saison 1 - épisode 8 (série télévisée spin-off) - interprétée par Catherine Bach
- 1983 : The Dukes (série télévisée d'animation) - doublée par Catherine Bach
- 1997 : Shérif Réunion (The Dukes of Hazzard: Reunion!) (téléfilm) de Lewis Teague - interprétée par Catherine Bach
- 2000 : Les Duke à Hollywood (The Dukes of Hazzard: Hazzard in Hollywood) (téléfilm) de Bradford May - interprétée par Catherine Bach
- 2007 : Shérif, fais-moi peur : Naissance d'une légende (The Dukes of Hazzard: The Beginning) (téléfilm) de Robert Berlinger - interprétée par April Scott

### Cinéma
- 2005 : Shérif, fais-moi peur (The Dukes of Hazzard) de Jay Chandrasekhar - interprétée par Jessica Simpson